# Usine de Goodwood
L'usine de Goodwood abrite le siège social, le centre de design et l'unique usine de fabrication des automobiles de luxe du constructeur Rolls-Royce Motor Cars.

## Présentation
Elle est située à Westhampnett, à proximité de Chichester dans le comté anglais du Sussex de l'Ouest, et a été construite par BMW sur des plans dessinés par l'architecte Sir Nicholas Grimshaw.
D'une superficie de plus de 22 500 m2, la production y a débuté en janvier 2003. Elle emploie 800 personnes, la moitié d'entre eux travaillant dans les ateliers du bois et du cuir. 
L'usine a atteint un record de production de 15 voitures par jour en juin 2010. 
L'ancienne usine était située près de Chester dans le comté éponyme.

## Modèles produits
- Rolls-Royce Ghost : depuis 2009
- Rolls-Royce Wraith : depuis 2013
- Rolls-Royce Dawn: depuis 2015
- Rolls-Royce Phantom : depuis 2017

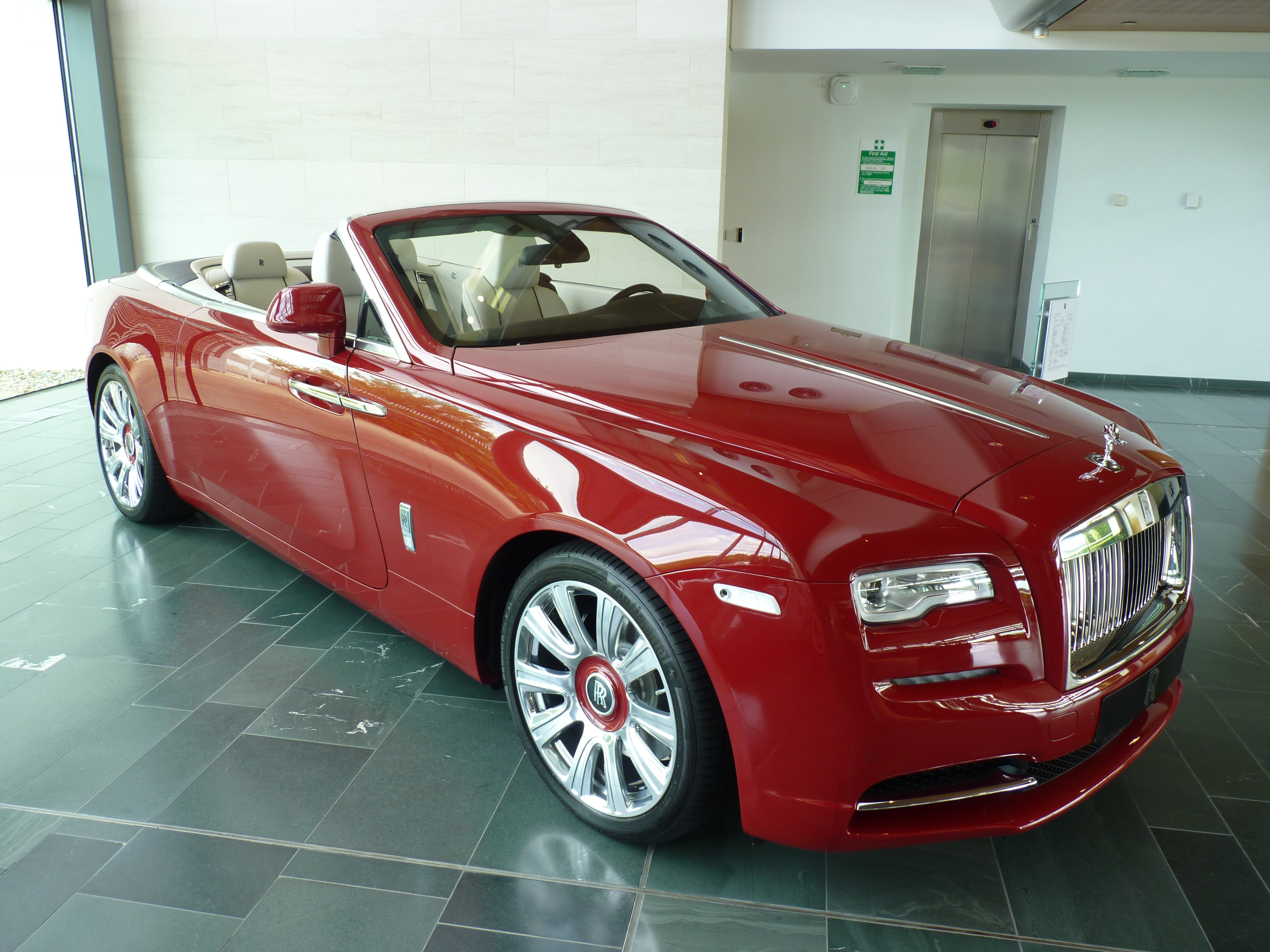
Rolls-Royce Dawn à Goodwood

- Rolls-Royce Cullinan: à partir de 2018